# Saint-Maurice-lès-Charencey
Saint-Maurice-lès-Charencey és un municipi francès situat al departament de l'Orne i a la regió de Normandia. L'any 2007 tenia 546 habitants.

## Demografia

### Població
El 2007 la població de fet de Saint-Maurice-lès-Charencey era de 546 persones. Hi havia 202 famílies de les quals 54 eren unipersonals (39 homes vivint sols i 15 dones vivint soles), 70 parelles sense fills, 70 parelles amb fills i 8 famílies monoparentals amb fills.
La població ha evolucionat segons el següent gràfic:
Habitants censats

### Habitatges
El 2007 hi havia 266 habitatges, 202 eren l'habitatge principal de la família, 44 eren segones residències i 21 estaven desocupats. 240 eren cases i 22 eren apartaments. Dels 202 habitatges principals, 141 estaven ocupats pels seus propietaris, 52 estaven llogats i ocupats pels llogaters i 9 estaven cedits a títol gratuït; 4 tenien una cambra, 20 en tenien dues, 39 en tenien tres, 61 en tenien quatre i 78 en tenien cinc o més. 181 habitatges disposaven pel capbaix d'una plaça de pàrquing. A 116 habitatges hi havia un automòbil i a 75 n'hi havia dos o més.

### Piràmide de població
La piràmide de població per edats i sexe el 2009 era:
| Homes | Edats   | Dones |
| ----- | ------- | ----- |
| 0     | 95 o +  | 0     |
| 4     | 90 a 94 | 0     |
| 0     | 85 a 89 | 8     |
| 8     | 80 a 84 | 4     |
| 4     | 75 a 79 | 4     |
| 24    | 70 a 74 | 8     |
| 28    | 65 a 69 | 16    |
| 8     | 60 a 64 | 4     |
| 4     | 55 a 59 | 8     |
| 12    | 50 a 54 | 8     |
| 28    | 45 a 49 | 24    |
| 4     | 40 a 44 | 16    |
| 16    | 35 a 39 | 4     |
| 8     | 30 a 34 | 12    |
| 8     | 25 a 29 | 8     |
| 12    | 20 a 24 | 8     |
| 4     | 15 a 19 | 32    |
| 8     | 10 a 14 | 12    |
| 4     | 5 a 9   | 16    |
| 12    | 0 a 4   | 12    |

## Economia
El 2007 la població en edat de treballar era de 330 persones, 194 eren actives i 136 eren inactives. De les 194 persones actives 176 estaven ocupades (103 homes i 73 dones) i 18 estaven aturades (9 homes i 9 dones). De les 136 persones inactives 38 estaven jubilades, 56 estaven estudiant i 42 estaven classificades com a «altres inactius».

### Ingressos
El 2009 a Saint-Maurice-lès-Charencey hi havia 195 unitats fiscals que integraven 473 persones, la mediana anual d'ingressos fiscals per persona era de 14.807 €.

### Activitats econòmiques
Dels 16 establiments que hi havia el 2007, 1 era d'una empresa alimentària, 2 d'empreses de fabricació d'altres productes industrials, 2 d'empreses de construcció, 3 d'empreses de comerç i reparació d'automòbils, 4 d'empreses d'hostatgeria i restauració, 1 d'una empresa immobiliària, 1 d'una empresa de serveis, 1 d'una entitat de l'administració pública i 1 d'una empresa classificada com a «altres activitats de serveis».
Dels 7 establiments de servei als particulars que hi havia el 2009, 1 era una gendarmeria, 1 taller de reparació d'automòbils i de material agrícola, 2 fusteries, 1 perruqueria i 2 restaurants.
L'únic establiment comercial que hi havia el 2009 era una fleca.
L'any 2000 a Saint-Maurice-lès-Charencey hi havia 15 explotacions agrícoles que ocupaven un total de 1.045 hectàrees.

## Equipaments sanitaris i escolars
El 2009 hi havia una escola elemental.

## Poblacions més properes
El següent diagrama mostra les poblacions més properes.